# 天保忍法帖
『天保忍法帖』（てんぽうにんぽうちょう）、別題『忍者黒白草紙』（にんじゃこくびゃくぞうし）は、山田風太郎による日本の時代小説。忍法帖シリーズの長編第23作である。『漫画サンデー』（実業之日本社）1968年11月6日号から1969年6月18日号に連載された。

## あらすじ
南町奉行である鳥居耀蔵の元に2人の忍者、箒天四郎と塵ノ辻空也が召し出される。表立って処罰できない悪党」たちに正義を行うことを命じる。
天四郎が鳥居に賛同し、配下となるが、空也は疑問を感じて断わった。天四郎が鳥居の命で天誅を行なう先々で、どうも空也が邪魔と妨害をしているらしい。
天保の乱れた世を舞台に、「正義の鉄槌」と「悪の鉄盾」の戦いが始まる。

## 登場人物
箒天四郎（ほうき てんしろう）
伊賀忍者。何でも縫いつけ、切り裂く糸を操る。女性に幻想を抱きつつ、惚れた女をひそかに好意を抱く。
塵ノ辻空也（ちりのつじ くうや）
伊賀忍者。女をたぶらかす忍術を得意とする。鳥居耀蔵の考えに同意できず、出奔する。
服部万蔵（はっとり まんぞう）
伊賀忍者の頭領。鳥居耀蔵に天四郎と空也の両名を推挙する。
鳥居耀蔵（とりい ようぞう）
江戸南町奉行。江戸の乱れた風紀を、忍者を使い粛正しようと画策する。甲斐守の官名から「天保の妖怪」と呼ばれる。

## 登場する忍法
忍法邯鄲（にんぽうかんたん）
相手を一瞬にして老人にする。
忍法帚木の術（にんぽうははきぎのじゅつ）
指一本くわえて話すと、遠くの相手も耳元でささやかれたように聞こえる。

## 天誅の標的
柳亭種彦（りゅうてい たねひこ）
戯作者。『偐紫（にせむらさき）田舎源氏』『春情妓談水揚（みずあげ）帳』の作者。
四之介（しのすけ）
表の顔は十手持ち。闇では大ばくちの胴元。
織田右京（おだ うきょう）
4000石の旗本。織田信長の弟・織田長益の子孫。
茨木屋庄兵衛（いばらぎや しょうべえ）
深川永代寺の高利貸し。
伊勢屋嘉兵衛（いせや かへえ）
浅草の札差。
梅枝（うめがえ）
大奥女中。
姉小路伊予子（あねこうじ いよこ）
大奥の総監督たる上﨟（じょうろう）年寄。
矢部駿河守（やべ するがのかみ）
鳥居の先代の南町奉行。
水野忠邦
鳥居の上司。天保の改革で知られる。
鳥居耀蔵
天誅を続けるうちに、鳥居自身もまた天誅の標的として浮上する。
箒天四郎
最後の天誅を下す対象。

## 目録
1.  忍者試験
2.  江戸のゲシュタボ長官
3.  雪のわかれ路
4.  鞭の血祭り
5.  板倉屋の女房
6.  死不知の四之介
7.  邯鄲
8.  首吊りぐるま
9.  斬人斬馬
10. 前のお奉行さま
11. もののけ始末
12. 天保いろは歌
13. 国貞源氏
14. 水揚帳
15. 散るものに定まる秋の柳かな
16. 徳川比丘尼寺
17. 官能寺曼陀羅
18. 矢場の節婦
19. こわがる同心
20. 妖怪武士道
21. 十三の腹
22. うやむや物語
23. 処罰狂
24. 紀州藩江戸家老
25. 監物立つ
26. 陰謀は女駕籠に乗って
27. 天保灰燼

## 作品の題材・原典
- 天保の改革

## 漫画化
- アイゼンファウスト 天保忍者伝 （ 画：長谷川哲也、『MiChao!』掲載）